# Kataoka Nizaemon XII
Kataoka Nizaemon XII (十二代目片岡仁左衛門, Jūnidaime Kataoka Nizaemon), né le 9 septembre 1882 – mort le 16 mars 1946, est un acteur du théâtre kabuki de la tradition de Kamigata, également connu sous le nom Jinzaemon. Sa mort violente aux mains d'un écrivain affamé vivant sur la propriété de l'acteur a été citée par des érudits tels que John Dower comme exemple du chaos et de la « désintégration sociale » dans les mois et les années qui suivent immédiatement la défaite du Japon à l'issue de la Seconde Guerre mondiale.

## Noms et lignée
Comme la plupart des acteurs de kabuki, Nizaemon emploie un certain nombre de noms de scène au cours de sa carrière. Il fait ses débuts sur scène sous son nom de naissance, Tōkichi Kataoka et plus tard adopte les noms Kataoka Tsuchinosuke II et Kataoka Gadō IV avant de devenir le douzième de la lignée Kataoka Nizaemon. Il est le quatrième acteur connu sous le nom de poésie (haimyō) Roen et porte le nom de guilde (yagō) Matsushimaya.
Né au sein d'une famille d'acteurs, il est le fils de Kataoka Nizaemon X, lui-même fils de Kataoka Nizaemon VIII. Ses fils Kataoka Gadō V, Ichimura Yoshigorō II et Kataoka Roen VI suivent ses pas et se produisent sur scène durant de nombreuses années.

## Carrière
Né au sein de la famille d'acteurs kabuki Kataoka Nizaemon, celui qui sera plus tard connu sous le nom Nizaemon, fait ses premiers pas sur scène en 1885 à l'âge de trois ans au Chitose-za sous son nom de naissance, Tōkichi Kataoka. Son père, Kataoka Nizaemon X, meurt en 1895 et le jeune Tōkichi prend le nom Tsuchinosuke l'année suivante puis celui de Kataoka Gadō IV en 1901.
Il se produit fréquemment aux côtés de Matsumoto Kōshirō VII et Ichimura Uzaemon XV entre autres et participe à de nombreux premières et spectacles de renaissance. Il est dit avoir eu un style de jeu un peu froid et sombre plus tôt dans sa carrière quand il jouait souvent en compagnie de l'onnagata Onoe Baikō VI, bien qu'après la mort de Baikō, alors que Nizaemon joue plus souvent aux côtés d'Uzaemon XV, son style et son humeur apparente sur scène s'égayent sensiblement. Cette personnalité froide sombre refait surface et le sert bien cependant, car elle correspond parfaitement à l'humeur de certains rôles et pièces sewamono. Sous le nom Gadō, il interprète un jeune Minamoto no Yoshitsune (appelé Ushiwakamaru dans la pièce) lors du début du drame dansé Hashi Benkei en 1912 et interprètera de nouveau Yoshitsune à de nombreuses occasions dans Kanjinchō.
Il adopte le nom Nizaemon lors d'une shūmei (cérémonie de succession de nom) en janvier 1936. Il se spécialise dans les rôles d''onnagata, c'est-à-dire les rôles féminins et ceux des raffinés et gracieux nobles tels que Yoshitsune est souvent dépeint. Il interprète la courtisane Agemaki, le rôle féminin principal dans Sukeroku Yukari no Edo Zakura lors d'une représentation en mars 1938 au Osaka Kabuki-za.
Sa vie et sa carrière se terminent de façon tragique lorsque le 16 mars 1946, lui et quatre autres personnes dans sa maison sont assassinés par un certain Toshiaki Iida (飯田利明). Iida était un écrivain qui vivait dans une maison individuelle sur la propriété de l'acteur. Comme la grande majorité des Japonais au début de l'après-guerre, Iida était extrêmement pauvre et affamé. En ce jour particulier, une querelle a éclaté entre Nizaemon et Iida qui enviait et en voulait le mode de vie relativement somptueux de l'acteur. La dispute finit lorsque l'écrivain tue Nizaemon, sa femme, son fils encore nourrisson et deux femmes de ménage (dont sa sœur) avec une hache.
Iida est arrêté dans la préfecture de Miyagi le 30 mars. La faiblesse d'esprit est acceptée lors du procès et il est condamné à la prison à vie le 22 octobre 1947.

## Source de la traduction
- (en) Cet article est partiellement ou en totalité issu de l’article de Wikipédia en anglais intitulé « Kataoka Nizaemon XII » (voir la liste des auteurs).